# Омаров, Чупалав Алиевич
Чупалав Алиевич Омаров (5 мая 1968, Кули, Кулинский район, Дагестанская АССР, РСФСР, СССР — 20 апреля 2014, Одинцово, Московская область, Россия) — российский армрестлер и политик, чемпион мира и Европы по армрестлингу.

## Спортивная карьера
Армрестлингом занимался с 1990 года. В 1992 году стал серебряным призёром чемпионата России по армрестлингу, в 1993 году в канадском Эдмонтоне выиграл чемпионат мира. В последующие годы он сумел также завоевать три медали разного достоинства на чемпионате Европы, а также - серебро на левой руке в Швеции в 1994 году на чемпионате мира и серебро и бронзу чемпионата мира 1995 года в Бразилии на левой и правой руке соответственно. В 1996 году стал бронзовым призёром Чемпионата Европы, в том же году он закончил спортивную карьеру. Имел спортивное звание заслуженный мастер спорта России по армрестлингу и мастер спорта СССР по вольной борьбе. После окончания спортивной карьеры стал политиком. Являлся депутатом Народного собрания Республики Дагестан 5-го созыва от Кулинского района, член комитета по промышленности, транспорту и связи, состоял  в партии «Единая Россия».

## Смерть
20 апреля 2014 года на 25-м км Можайского шоссе, управляя мотоциклом «Harley Davidson», на высокой скорости врезался в «Газель». Он скончался от полученных травм в реанимации Одинцовской больницы.

## Личная жизнь
По национальности — лакец. В 1985 году окончил среднюю школу в селе Кули. В 1987 году окончил Донецкий техникум физкультуры и спорта. В 2007 году окончил Российский государственный университет физической культуры, спорта и туризма по специальности тренер-преподаватель.